# Góra (przystanek kolejowy)
Góra – kolejowy przystanek osobowy we wsi Parzęczew, w gminie Jaraczewo, w powiecie jarocińskim, w woj. wielkopolskim, w Polsce. Został ukończony w dniu 1 października 1888 roku razem z linią z Jarocina do Kąkolewa. W grudniu 2011 roku na tym odcinku został zawieszony ruch pasażerski.